# Aeropuerto Internacional Rey Husein
El Aeropuerto Internacional Rey Husein  (en árabe: مطار الملك حسين الدولي; IATA: AQJ, ICAO: OJAQ) es un aeropuerto situado en las inmediaciones de la Ciudad Industrial, suburbio norte de la Aqaba en Jordania. La ubicación en Aqaba es algo inusual pues, dentro de un radio de 24 km (15 millas) se encuentran las fronteras de tres países: Israel, Arabia Saudita y Egipto. El aeropuerto cuenta con una pista equipada con un sistema de aterrizajes por instrumentos de categoría 1 (ILS). Gracias a sus prevalentes buenas condiciones climáticas, el aeropuerto casi siempre está operativo y rara veces ha debido ser cerrado, y solo por fuertes vientos del sur que arrastran ocasionales tormentas de arena que atraviesan el Mar Rojo desde Egipto. El aeropuerto Rey Husein dispone de una terminal de pasajeros de 2.600 m² (28 000 pies cuadrados), con banda carrusel de entrega de equipaje. El edificio se encuentra en proceso de ampliación. La capacidad de la terminal área en la actualidad permite el transporte de 1,5 millones de viajeros al año.

## Aerolíneas y destinos
| Aerolíneas       | Destinos                                                                             |
| ---------------- | ------------------------------------------------------------------------------------ |
| easyJet          | Estacional: Berlín (reinició el 30 de octubre de 2024)                               |
| Edelweiss Air    | Estacional: Zúrich                                                                   |
| Royal Jordanian  | Amán-Reina Alia                                                                      |
| Turkish Airlines | Estambul                                                                             |
| Ural Airlines    | Chárter estacional: Moscú–Domodedovo                                                 |
| Wizz Air         | Abu Dabi (reinició el 4 de febrero de 2024) Estacional: Varsovia–Chopin (suspendido) |